# Kristoffer Olsson
Kristoffer Olsson (Norrköping, 30 de junio de 1995) es un futbolista sueco que juega en la demarcación de centrocampista y se encuentra sin equipo tras abandonar el F. C. Midtjylland.

## Selección nacional
Tras jugar con la selección de fútbol sub-17 de Suecia, la selección de fútbol sub-19 de Suecia y la sub-21, finalmente hizo su debut con la selección absoluta el 8 de enero de 2017 en un partido amistoso contra Costa de Marfil que finalizó con un resultado de 2-1 a favor del combinado marfileño tras los goles de Serge N'Guessan y Giovanni Sio para Costa de Marfil, y un autogol de Wilfried Kanon para Suecia.

## Clubes
| Club                | País       | Año       | Partidos | Goles |
| ------------------- | ---------- | --------- | -------- | ----- |
| Arsenal F. C.       | Inglaterra | 2013-2014 | 1        | 0     |
| F. C. Midtjylland   | Dinamarca  | 2014-2017 | 71       | 3     |
| AIK Fotboll         | Suecia     | 2017-2018 | 77       | 9     |
| F. C. Krasnodar     | Rusia      | 2019-2021 | 80       | 4     |
| R. S. C. Anderlecht | Bélgica    | 2021-2022 | 48       | 0     |
| F. C. Midtjylland   | Dinamarca  | 2022-2025 | 52       | 5     |

## Palmarés

### Campeonatos nacionales
| Título                 | Club              | País      | Año  |
| ---------------------- | ----------------- | --------- | ---- |
| Superliga de Dinamarca | F. C. Midtjylland | Dinamarca | 2015 |
| Allsvenskan            | AIK Fotboll       | Suecia    | 2018 |
| Superliga de Dinamarca | F. C. Midtjylland | Dinamarca | 2024 |

### Campeonatos internacionales
| Título          | Club (*)      | País            | Año  |
| --------------- | ------------- | --------------- | ---- |
| Eurocopa sub-21 | Suecia sub-21 | República Checa | 2015 |

(*) Incluyendo la selección.